# Mauricio Magdaleno
Mauricio Magdaleno Cardona (Tabasco, Zacatecas, 13 de mayo de 1906 - Ciudad de México, 30 de junio de 1986) fue un escritor y periodista mexicano, miembro del Seminario de Cultura Mexicana (1949-1986), de la Academia Mexicana de la Lengua (1957-1986) y del Patronato del Instituto Nacional de Estudios Históricos de las Revoluciones de México (1967-1986).

## Estudios y primeros años
Sus primeros años los pasó en una pequeña población, encajonada en el Cañón de Juchipila, Zacatecas, hoy en día Tabasco.
Su padre luchó por el diario sustento en un tendajón “La florida”, en plena plaza de armas del lugar. Tenía un hermano llamado Vicente, también poeta y distinguido escritor. Las conmociones de la Revolución llevaron a su familia a Aguascalientes en 1912, en donde hizo sus primeras letras y tuvo las siniestras experiencias de la guerra que empezaba encender de punta a punta al país. Emigraron a la Ciudad de México en 1920; la familia vivía en una calle de la Colonia Guerrero.
El padre de Mauricio Magdaleno conocía a José Vasconcelos, quién le pidió que le permitiera el ingreso a Mauricio a la preparatoria, Mauricio siguió los cursos de preparatoria que terminó en 1924, y a través del distinguido intelectual Narciso Bassols, tuvo la oportunidad de gozar de una beca para ir a España en 1933 en la Universidad Central de Madrid. En España consiguió relacionarse con los círculos de intelectuales y empezó entonces su carrera. 
Después estudió la Licenciatura en Letras en la Universidad Nacional Autónoma de México. Durante su estancia en España trabajó en el periódico El Sol que dirigía Martín Luis Guzmán.

## Docencia y escritor

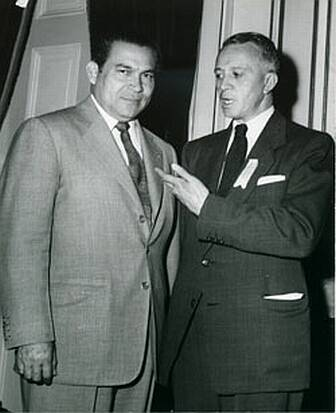
Mauricio Magdaleno.

Regresó a México en 1934 y se dedicó a la enseñanza, impartiendo clases de historia y literatura española en escuelas públicas. Posteriormente comenzó a escribir en varios periódicos como Estampa de Madrid, La Nación de Buenos Aires, El Nacional y El Universal de la Ciudad de México, además colaboró en la Secretaría de Gobernación donde dirigió el programa radiofónico La Hora Nacional (1943-1950) durante su periodo más exitoso, ocupó el cargo de Jefe de Bibliotecas y Bellas Artes de la Secretaría de Educación Pública, además ocupó otros cargos en las Secretarías de Gobernación y Hacienda y jefe de Acción Social del Departamento del Distrito Federal. 
Se desempeñó en diversos cargos de elección popular como diputado federal, senador por Zacatecas de 1958 a 1964 y luego subsecretario de Asuntos Culturales de la SEP durante el gobierno de Gustavo Díaz Ordaz. Ingresó como miembro de número a la Academia Mexicana de la Lengua el 14 de junio de 1957, ocupó la silla XXIV. Fue ganador del Premio Nacional de Lingüística y Literatura en 1981.
En Madrid publicó su primer libro, Teatro Revolucionario que contiene tres obras: Pánuco 137, Emiliano Zapata y Trópico. La mayoría de sus textos hablan acerca de la Revolución e intentaba llevar a escena los problemas sociales y políticos, que se vivían en la sociedad. Empezó su producción literaria, cuando depuraba su primer texto, un cuento titulado «La mañana de Schaharazada» que escribió en 1925, pero no fue que hasta 1927 cuando se introdujo al mundo de la cinematografía, al finalizar su primera novela titulada Mapimí 37.
Junto a Juan Bustillo Oro, y con ayuda del secretario de Educación Pública, Narciso Bassols, inició un proyecto teatral para crear un teatro social, anti burgués y revolucionario, al que llamaron el "Teatro de Ahora".
A finales de 1933, experimentaron con dos obras teatrales: Trópico, de Magdaleno, y San Miguel de las espinas, de Bustillo Oro, que escribieron en España, de 1932 hasta abril de 1933. Antes de partir a Europa, en 1932, Mauricio Magdaleno y Bustillo Oro firmaron un contrato con Roberto Soto para la producción de cuatro obras teatrales: El pájaro carpintero, El Periquillo Sarniento, Corrido de la Revolución y Romance de la conquista.

## Cinematografía
Magdaleno formó parte de uno de los equipos creativos más connotados del cine mexicano: Emilio "El Indio" Fernández, como director; Gabriel Figueroa, como cine-fotógrafo, y él como guionista, contribuyeron a crear obras de la talla de Flor Silvestre (1943), María Candelaria (1944), Río Escondido (1947), Salón México (1948), Pueblerina (1948) y La malquerida (1949).
Su obra Campo Celis (1935) fue adaptada al cine en 1950 con el título Por la puerta falsa, en una película dirigida por Fernando de Fuentes.

## Obras
Teatro:
- 1932: El pájaro carpintero, El Periquillo Sarmiento, Corrido de la Revolución y Romance de la conquista, teatro de revista escrito a cuatro manos junto con Juan Bustillo Oro y publicado en: Ortiz Bullé Goyri, Alejandro (coord.), Cuatro obras de revista para el "Teatro de Ahora" (1932), México, UAM-Azcapotzalco, 2008.
- 1933: Teatro revolucionario mexicano (incluye: Panuco 137; Emiliano Zapata y Trópico)

Novela:
- 1927: Mapimí 37
- 1935: Campo Celis
- 1936: Concha Bretón
- 1937: El resplandor
- 1941: Sonata
- 1948: La Tierra Grande
- 1949: Cabello de Elote
- 1986: La noche cerrada (inconclusa e inédita).

Cuento:
- 1934: El compadre Mendoza
- 1954: El ardiente verano

Ensayo:
- 1936: Vida y poesía
- 1939: Hostos y Albizu Campos
- 1940: Fulgor de Martí
- 1941: Rango
- 1948: Tierra y viento
- 1955: Ritual del año
- 1956: Las palabras perdidas
- 1964: La voz y el eco
- 1968: Agua bajo el puente
- 1978: Retórica de la Revolución
- 1979: Escritores extranjeros de la Revolución
- 1980: Hombres e ideas de la Revolución
- 1981: Instantes de la Revolución